# Col des Limites
Le col des Limites est un col de montagne situé dans le Massif central en France. À une altitude de 1 157 mètres, il se trouve à la limite entre les départements de la  Loire et du Puy-de-Dôme.
Son ascension fut au programme sur la 3e étape du critérium du Dauphiné 2021, sur un versant court classé en 3e catégorie. Ce col a aussi parfois été franchi sur la cyclosportive « Les Copains » au mois de juillet.